# Барятинский Софийский монастырь
Баря́тинский Софи́йский же́нский монасты́рь — несохранившейся православный монастырь Русской православной церкви в селе Барятино ныне Данковского района Липецкой области.

## История
Женская монашеская община в селе Барятино Данковского уезда Рязанской губернии была основана действительной статской советницей, урожденной княжной Голициной Софьей Петровной Муромцевой в 1900 году в своих собственных имениях. Испросив на то высочайшее благословение, с весны 1900 года Муромцева приступила к постройке собора будущего монастыря и прочих построек.
В 1901 году была построена первая церковь обители: домовая в деревянном сестринском корпусе с колокольней. Освящена 2 сентября того же года во имя иконы Божией Матери Всех скорбящих радость. К 1901 году так же были выстроены ещё три жилых корпуса, хлебопекарня, гостиница, прачечная и иные постройки. В 1904 году была окончена постройка каменной ограды будущего монастыря. Разрешение на официальное учреждение Софийской женской общины при селе Барятино было получено 18 марта 1903 года. Настоятельницей была избрана основательница общины Софья Муромцева, облаченная к этому времени в рясофор.
В 1904 году окончательно был выстроен двухэтажный каменный Софийский собор, на первом этаже которого оборудована пещерная церковь во имя Ахтырской иконы Божией Матери. В сентябре того же 1904 года собор был освящен епископом Рязанским и Зарайским Аркадием. В 1907 году после неоднократных обращений настоятельницы община была преобразована в монастырь. В июне 1914 года был торжественно заложен трёхпрестольный пятиглавый храм во имя Преображения Господня с приделами Тихвинской иконы Божией Матери и святого Трифона.
После Октябрьской революции, в январе 1918 года монастырь был разграблен местными крестьянскими бандами. Так же у обители была отобрана почти вся земля, изъяты запасы продовольствия и угнан скот. Несмотря на разграбление монастырского хозяйства и имущества, богослужения в Софийской обители регулярно совершались вплоть до начала 1919 года. В 1919 году все насельницы были выселены из занимаемых помещений монастыря, а он сам 12 февраля 1920 года был официально ликвидирован.
В стенах бывшей обители сначала разместилось большое хозяйство, после была образована коммуна. В 1930-х годах большая часть монастырских построек была разрушена, а на его месте образован колхоз. От монастырского комплекса сохранились лишь некоторые постройки стоявшие за оградой: настоятельский корпус, каменный дом, келейный корпус и кирпичный амбар.

## Храмы монастыря

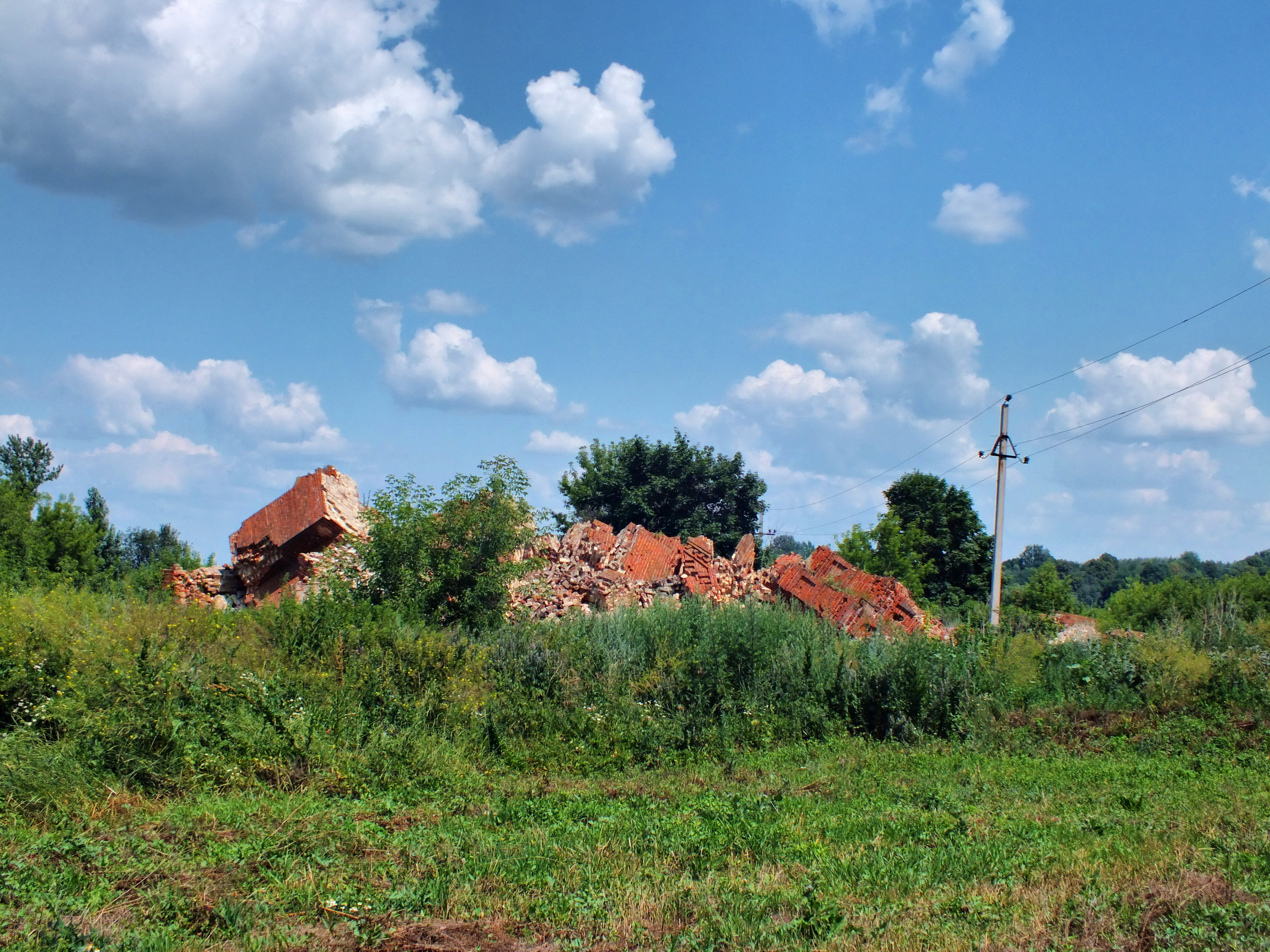
Руины колокольни Софийского собора

- Домовая Скорбящинская церковь. Первая церковь обители освящена в 1901 году в деревянном на каменном фундаменте двухэтажном монашеском корпусе с колокольнею.
- Софийский собор. Начатая постройкой в 1901 году каменная двухэтажная церковь закончена в 1904 году. В нижнем ярусе собора в 1905 году бал оборудован пещерный храм во имя Ахтырской иконы Божией Матери. Разрушен в 1930-х годах.

## Настоятельница
- игуменья София (Муромцева) — 1903—1920 годы